# Estrella subgegant
Una estrella subgegant és una classe d'estrelles que són més brillants que el que és normal en el cas de les estrelles nanes de la seqüència principal de la mateixa classe espectral, però no tan brillants com les estrelles gegants. Es creu que aquestes estrelles estan cessant o han cessat ja de fusionar el seu hidrogen. En estrelles d'aproximadament una massa solar, això causa que el nucli es contregui, la qual cosa augmenta la temperatura en el centre de l'estrella per produir una fusió de l'hidrogen en una escorça envoltant el nucli. Això propicia que l'estrella esdevengui una vertadera gegant. Al principi de la fase subgegant (com en una estrella com Proció A), el diàmetre i l'esclat han augmentat, però l'estrella encara no s'ha refredat ni ha canviat de color. Més tard, les subgegants que estan a punt de convertir-se en gegants tenen un diàmetre més gran i més baixa temperatura que les estrelles de massa similar de la seqüència principal. En conjunt, la lluminositat canvia poc durant la fase subgegant, un fet prominent en els diagrames de Hertzsprung-Russell dels cúmuls globulars. En la classificació espectral, segons la classificació de Yerkes, la seva classe de lluminositat és IV.